# 大川喜代治
大川 喜代治（おおかわ きよじ、1945年〈昭和20年〉5月15日 - ）は、日本の政治家、元青森県平川市長（1期）。

## 来歴
青森県出身。青森県立柏木農業高等学校卒。平賀町議会議員を経て、2006年に平賀町は合併で平川市となる。議員在任特例により平川市議会議員に就任し、初代市議会議長となる。2010年平川市長外川三千雄の引退による市長選挙に立候補し、当選する。2014年の市長選挙では再選を目指したが、元青森県議会議長の長尾忠行に敗れた。選挙後、公職選挙法違反の買収容疑で逮捕され、裁判で有罪判決を受けた。